# Felsengarnelen (Gattung)
Die Felsengarnelen (Palaemon) sind eine Garnelengattung aus der Familie der Felsen- und Partnergarnelen (Palaemonidae). Die Arten dieser Gattung leben weltweit an Meeresküsten oder küstennah im Süß- und Brackwasser.

## Beschreibung
Felsengarnelen sind transparent, oft mit Streifen oder Ringelmustern in verschiedenen Farben gezeichnet. Diese Muster lösen die Körperform optisch auf und tragen so zur Tarnung bei.
Felsengarnelen sind Allesfresser und putzen teilweise auch Fische. Sie selbst werden von Fischen und Vögeln gefressen und sind ein wichtiger Teil der Nahrungskette.
Felsengarnelen werden als Futter für Aquarienfische gefangen, aber wegen ihrer hübschen Färbung auch in Aquarien gehalten.

## Arten
In der Nordsee kommt die Sägegarnele (Palaemon serratus), in Nord- und Ostsee Palaemon varians vor. Die als Granat bekannten Nordseegarnelen gehören jedoch zur Gattung Crangon.
Die Gattung umfasst ca. 80 Arten und ist fast weltweit verbreitet. Während früher nur rein marin verbreitete Arten der Gattung zugerechnet wurden, wurden im Jahr 2013 die früheren Gattungen Palaemonetes, Exopalaemon und Coutierella mit Palaemon synonymisiert, weil sich herausgestellt hatte, dass das vorherige System paraphyletisch war und nicht die realen Verwandtschaftsverhältnisse wiedergab. Damit umfasst die Gattung nun auch im Süßwasser und im Brackwasser lebende Arten.
Arten (Auswahl):
- Ostseegarnele oder Baltische Felsengarnele (Palaemon adspersus) – Ostatlantik, Nordsee, Ostsee, Mittelmeer
- Palaemon capensis
- Palaemon carteri
- Palaemon concinnus
- Kleine Felsengarnele (Palaemon elegans)
- Sägegarnele oder Gewöhnliche Felsengarnele (Palaemon serratus) – Ostatlantik, Mittelmeer, Schwarzes Meer
- Palaemon varians – Nordostatlantik, Nordsee, Ostsee, westliches Mittelmeer (einschließlich Lagunen und anderer küstennaher Brackwasserhabitate)